# Gösta Törneqvist

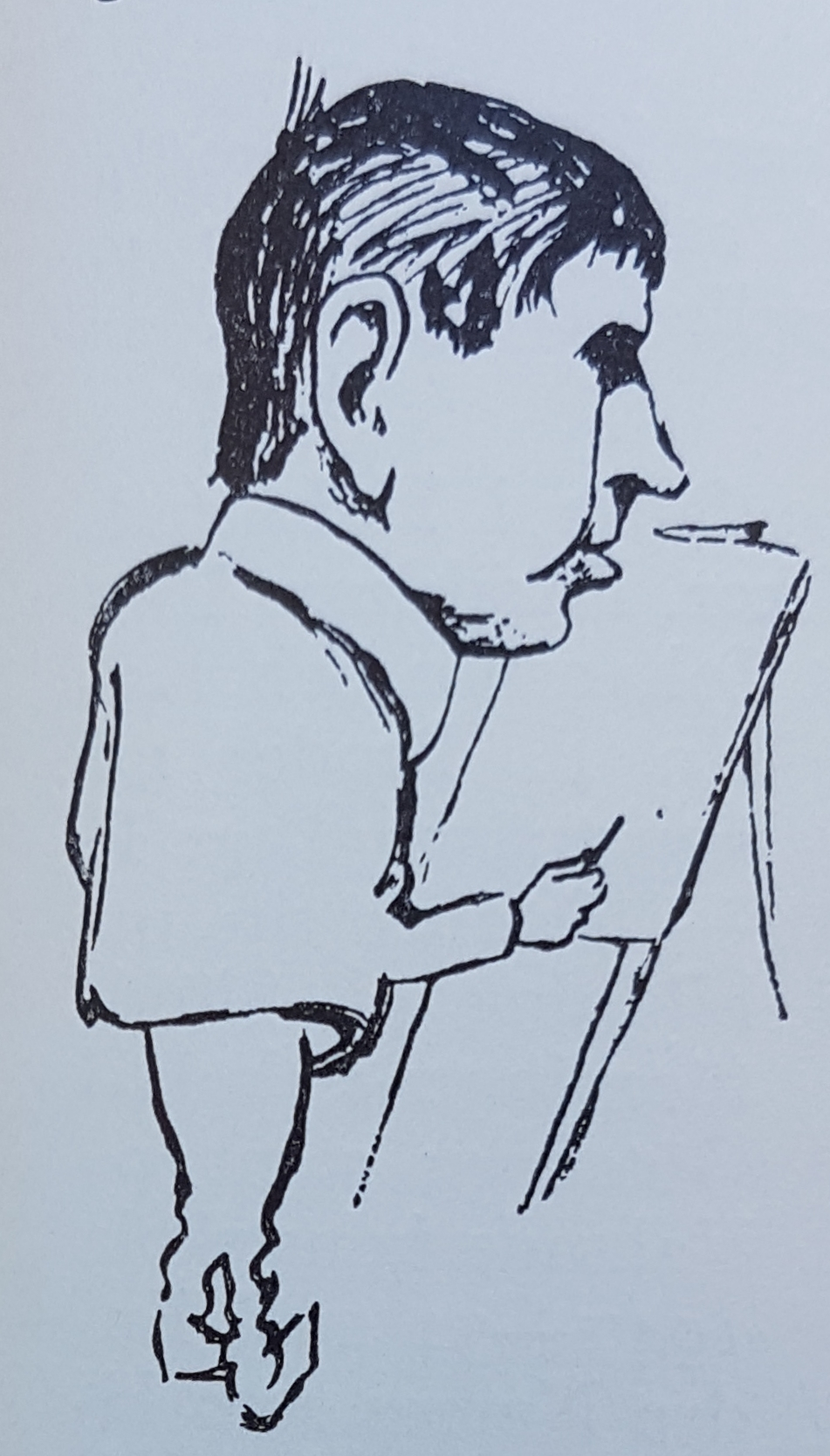
Porträtt av Törneqvist ritat av Gunnar Cederschiöld.

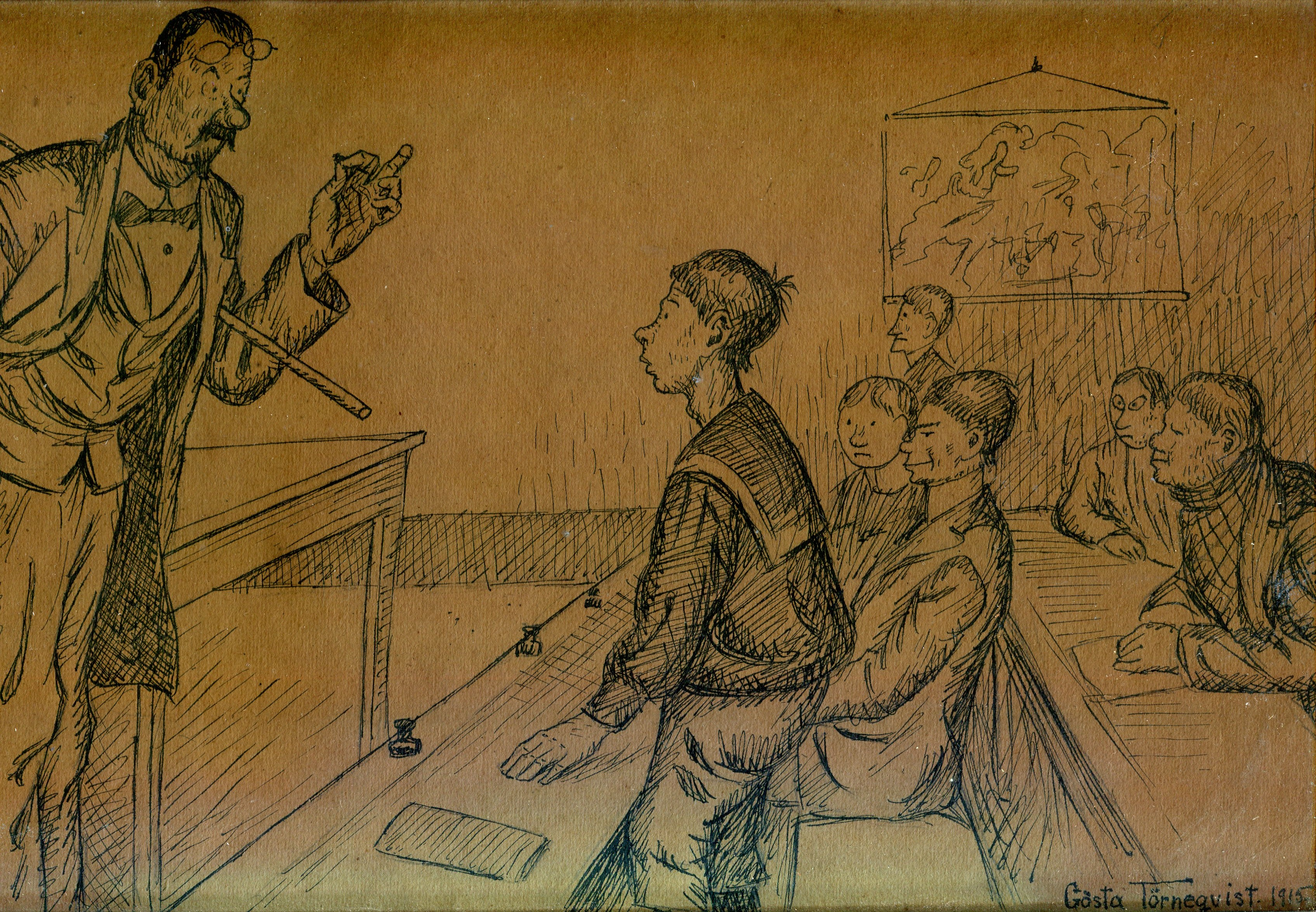
Törneqvists klassrumsscen från 1915.

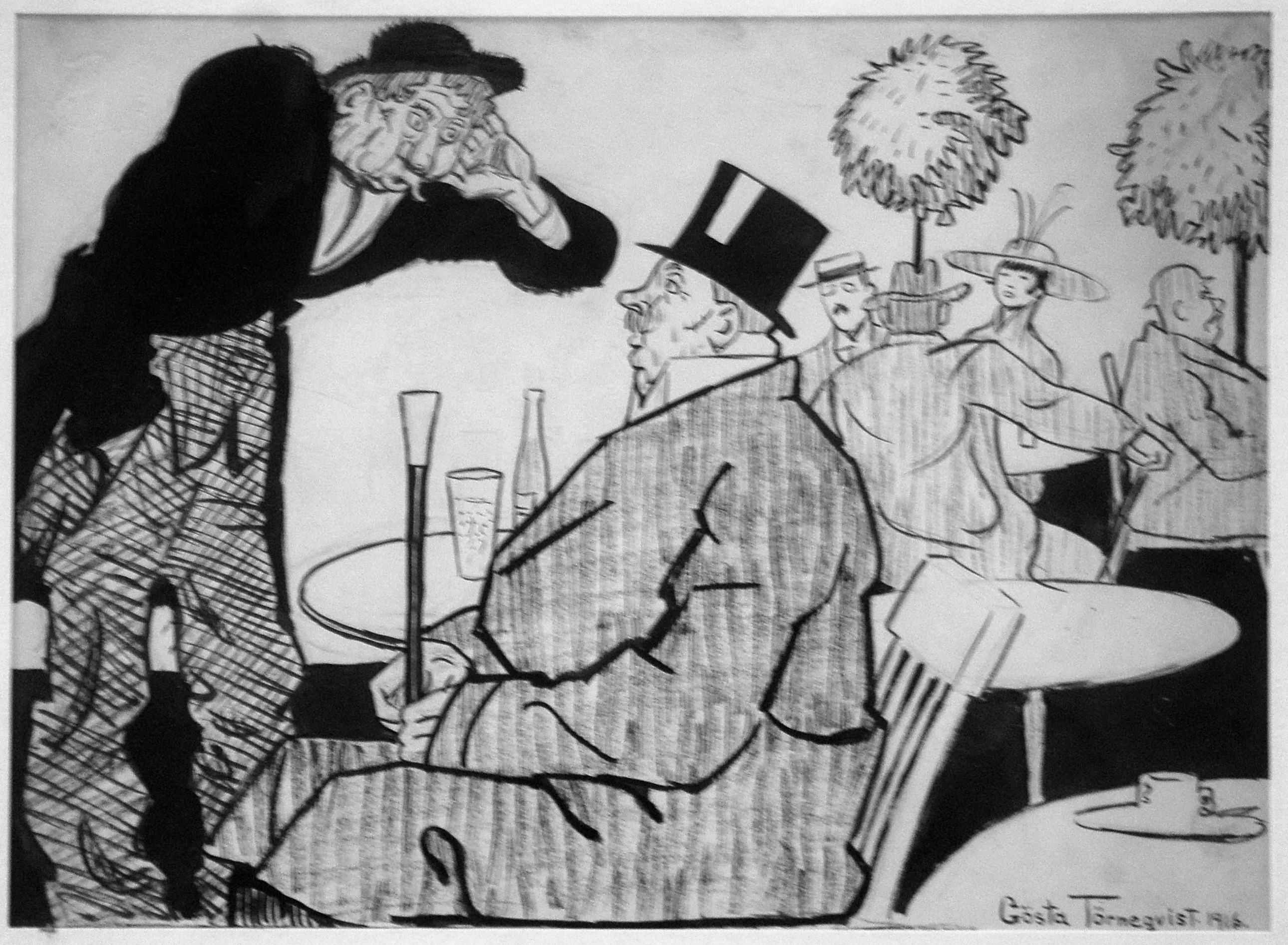
Skämtteckning av Gösta Törneqvist utförd 1916.

Gustav (Gösta) Törneqvist, född 28 mars 1885 i Stockholm, död 12 augusti 1936 i Stockholm, var en svensk tecknare, grafiker, målare och författare.
Han var son till bankkamreren August Törneqvist och Hillevi Georgine Norlin. Efter studentexamen 1903 studerade Törneqvist konst för Carl Wilhelmson vid Valands konstskola i Göteborg 1907–1909. Han gjorde sig framför allt känd som grafiker och skämttecknare 
Han var en stående medarbetare i skämttidningen Söndags-Nisse och Grönköpings Veckoblad; för skämttidningen Kurre var han redaktör 1910–1911. Som skriftställare utgav han boken Svarta får och grå får och ett par små hvita samt äventyrsromanen Allan Bredas affär och tillsammans med Hasse Zetterström och Oscar Rydqvist en bok med anledning av Grönköpings 300-årsjubileum. Törneqvist var sparsam med utställningar men 1909 ställde han ut tillsammans med Mollie Faustman, Carl Luthander och Frans Timén på Hallins konsthandel i Stockholm och han var representerad med träsnitt och etsningar vid Baltiska utställningen i Malmö 1914. 
Törneqvist finns representerad vid Moderna museet i Stockholm.
Törneqvist var åren 1910–1915 gift med konstnären Mollie Faustman och 1922–1924 med Åsa Jakobsen (1901–1962).